# Grijsbruine vezelkop
De grijsbruine vezelkop (Inocybe griseovelata) is een schimmel behorend tot de familie Inocybaceae. Hij vormt ectomycorrhiza, meestal met Fagus en Corylus in loofbossen op rijke zandgronden.

## Kenmerken

### Uiterlijke kenmerken
Hoed
De hoed heeft een diameter van tot circa 5 cm. Er is grijsachtige dichte velumlaag op het centrum van de hoed. Deze verdwijnt bij regen. Het hoedoppervlak is dicht viltig, ook schilferig.
Steel
De steel is alleen aan de bovenkant gematteerd en meestal stevig, soms delicaat en roze aan de bovenkant.
Geur
De geur is spermatisch.

### Microscopische kenmerken
De sporen meten tot 8-11 × 5-6 µm. De cystidia zijn vaak (bijna) cilindrisch en hebben een wanddikte van 1 tot 2 µm. Ze hebben geen tot vrijwel geen reactie met KOH. Pleurocystidia hebben een wand van circa 2 µm.

## Verspreiding
De grijsbruine vezelkop komt in Nederland zeldzaam voor. Hij staat op de rode lijst in de categorie 'gevoelig'.